# Amărăștii de Jos
Amărăștii de Jos est une commune du județ de Dolj en Roumanie.